# Wir singen für Jesus
Wir singen für Jesus ist eine musikalische Arbeit in der christlichen Musikszene, die heute das Dach über dem Chor Voices for Christ unter der Leitung von Ruthild Eicker, der Formation Familie Eicker und dem Gesangsduo Elsa & Ernst August Eicker bildet.

## Geschichte und Entwicklung
Die musikalische Arbeit entstand 1966 repräsentativ mit der Gründung des Wir-singen-für-Jesus-Chores durch Ernst August Eicker, der zuvor bereits mehrfach größere Projektchöre wie sogenannte „Allianz-Chöre“ der Deutschen Evangelischen Allianz oder Janz-Team-Feldzugschöre dirigiert hatte.
Zunächst lediglich für das musikalische Rahmenprogramm einer Evangelisation von Robert Bührer durch Zusammenlegen zweier lokaler Gemeindechöre ins Leben gerufen, wurde die Chorgemeinschaft zunächst weiterhin aufrechterhalten, da der Evangelist und damalige Leiter von Radio Evangile zu einer folgenden Veranstaltungen nach Straßburg einlud. Dadurch aufmerksam geworden, wurde der Chor im Folgenden vom Evangeliums-Rundfunk in Deutschland sowie dem Verlag Gerth Medien entdeckt. Es folgten bald Aufnahmen für Radio und Schallplatte. Wir singen für Jesus wuchs als musikalische Arbeit weiter durch weitere Formationen wie dem Wir-singen-für-Jesus-Gitarrenchor sowie dem Gesangsduo Elsa & Ernst August Eicker, welches allerdings bereits seit 1963 als solches durch Schallplatten-Singles bekannt war. Mit Heranwachsen ihrer beiden Töchter Ruthild und Cornelia bildete sich das Familien-Quartett Die Eickers und 1971 gründete Elsa Eicker den Wir-singen-für-Jesus-Kinderchor.
In den Jahren seines Wirkens von 1966 bis 2004 erreichte der Wir-singen-für-Jesus-Chor mit seiner besonderen Stilbreite von klassischer Kirchenmusik, über das Neue Geistliche Lied bis hin zu Gospel und Christlicher Popmusik ein breites Spektrum an Hörerschaft. Neben der ersten Auslandsreise nach Frankreich wenige Wochen nach seinem ersten Auftritt, tourte der stets sechzig bis hundert Stimmen zählende Chor teilweise mehrfach in unterschiedlichste Länder wie die USA, Israel, Kanada, Italien, die Schweiz und Brasilien. In Deutschland trat der Chor teilweise mit zahlreichen bekannten Musiker- und Sprecher-Gästen wie Doris Loh, Margret Birkenfeld, Sören & Bettina, Gerhard Bergmann auf und trat im ZDF-Fernsehgottesdienst auf.
Die Eickers als Quartett erreichten mit „Schau ich zurück“ als erstes die Tausendermarke unter den meistgewünschten Titel der Radio-Sendung „Gern gehört“ im Evangeliums-Rundfunks.
Nach 16 Jahren Chorleitung übergab Elsa Eicker 1987 den Kinderchor an ihre Tochter und inzwischen Musikpädagogin Ruthild. Unter ihrer Leitung wurde dieser zu einem Kinder- und Jugendchor ausgebaut und schließlich zu Kids For Christ umbenannt. Zu den Erfolgen der musikalischen Arbeit von Wir singen für Jesus unter und für Kinder gehören vor allem die Kindermusicals von Ruthild Eicker. Ihr Erstlingswerk „Das lebendige Buch“ wurde nahezu zehn Jahre derart erfolgreich aufgeführt, dass 2004 mit „Die gute Nachricht“ ein Nachfolgeprojekt erschien. Seit 2006 ruht die Kinderchorarbeit.
2004 legte Ernst August Eicker die Leitung seines Chores nach über 4000 Auftritten nieder. Seither führt Ruthild Eicker die Chorarbeit mit der auf ca. 25 Stimmen reduzierten Gesangsformation Voices For Christ weiter. Die Gruppe war bereits zuvor in den vorangegangenen Jahren unter anderem bei den Kindermusicals erfolgreich beteiligt. Neben Konzerttätigkeit, Musik- und Videoproduktion, gastierte die Gruppe auch auf größeren christlichen Musik-Festivals.

## Diskografie

### Singles

#### Schallplatten-Singles
| Jahr | Titel | Titel | Mitwirkende | Label                                              | Anmerkungen                                                                            |
| Jahr | Seite A | Seite B | Mitwirkende | Label                                              | Anmerkungen                                                                            |
| ---- | --- | --- | --- | -------------------------------------------------- | -------------------------------------------------------------------------------------- |
| 1963 | - Ist’s wahr, dass Jesus starb für mich? - O lass den Geist nicht von dir fliehn                                | - Ein Gnadenruf ertönt (Ernst August Eicker) - Mein Freund ist mein                                                                                                 | Elsa & Ernst August Eicker                                                                                         | Gerth Medien Single 45.677                         | Debüt-Single des Duetts                                                                |
| 1964 | - Her mit dem Rettungsseil (Das Rettungsseil)                                                                   | - O wie schön klingt Jesu Name - Als ich mein Lebensbuch durchsah (Komm, er nimmt die Sünder an) (Ernst August Eicker)                                              | Elsa & Ernst August Eicker                                                                                         | Gerth Medien Single 45.694                         |                                                                                        |
| 1966 | - Wär gleich blutrot die Sünde - O Jesus, du stehst draußen                                                     | - Jesus führt mich sicher - Ich weiß, der Vater droben sieht | Elsa & Ernst August Eicker                                                                                         | Gerth Medien Single 45.929                         |                                                                                        |
| 196? | - Gottes Volk darf nie ermüden                                                                                  | - Mächtige Ströme des Segens - Halleluja, rühmt das Kreuz (Das Kreuz, es stehet fest)1                                                                              | Wir-singen-für-Jesus-Chor* unter der Leitung von Ernst August Eicker 1 Ernst August Eicker                         | Gerth Medien Single 75.940                         | * Bezeichnung bei Erstveröffentlichung: „Jugendchor ‚Wir singen für Jesus‘“            |
| 1967 | Gott wird dich tragen                                                                                           | Gott wird dich tragen | Elsa & Ernst August Eicker                                                                                         | Gerth Medien Single 45.946                         |                                                                                        |
| 1967 | - Gott wird dich tragen - Suchest du nach Frieden                                                               | - Einst lagen die Menschen in Dunkel gehüllt - Es geht nach Haus | Elsa & Ernst August Eicker                                                                                         | Gerth Medien Single 45.946                         |                                                                                        |
| 1966 | - Meister, es toben die Winde                                                                                   | - Ich war so matt und schuldbewusst - Ich will streben nach dem Leben (Du lenkst meine Schritte)                                                                    | Wir-singen-für-Jesus-Chor* unter der Leitung von Ernst August Eicker                                               | Gerth Medien Single 45.949                         | * Bezeichnung bei Erstveröffentlichung: „Jugendchor ‚Wir singen für Jesus‘“            |
| 1967 | - Wer Jesum am Kreuze im Glauben erblickt                                                                       | - Jesus führt mich allerwege1 - Seele, auf, ich wills verkuenden1                                                                                                   | Wir-singen-für-Jesus-Chor* unter der Leitung von Ernst August Eicker 1 Ernst August Eicker                         | Gerth Medien Single 45.956                         | * Bezeichnung bei Erstveröffentlichung: „Jugendchor ‚Wir singen für Jesus‘“            |
| 1967 | - Ich flieh zu dir, mein Herr und Gott - Ich bin dein, o Herr (Ernst August Eicker)                             | - Hier ist mein Herz (Ernst August Eicker) - In Gottes Hand bin ich geborgen                                                                                        | Elsa & Ernst August Eicker                                                                                         | Gerth Medien Single 75.963                         |                                                                                        |
| 1969 | Jerusalem | Jerusalem | Wir-singen-für-Jesus-Chor* unter der Leitung von Ernst August Eicker 1 Ernst August Eicker                         | Gerth Medien Single 45.971                         | * Bezeichnung bei Erstveröffentlichung: „Jugendchor ‚Wir singen für Jesus‘“            |
| 1969 | - Jerusalem (Ich hab im Traum gesehen) [Single-Version]1 - Lobt in seinem Heiligtume                            | - Und es sprach der, der auf dem Throne sitzt | Wir-singen-für-Jesus-Chor* unter der Leitung von Ernst August Eicker 1 Ernst August Eicker                         | Gerth Medien Single 45.971                         | * Bezeichnung bei Erstveröffentlichung: „Jugendchor ‚Wir singen für Jesus‘“            |
| 1970 | Wie sehr hat Gott die Welt geliebt                                                                              | Wie sehr hat Gott die Welt geliebt | Elsa & Ernst August Eicker Wetzlarer Studiochor* unter der Leitung von Margret Birkenfeld                          | Gerth Medien Single 75.990                         | * Bezeichnung bei Erstveröffentlichung: „Mitglieder des Wetzlarer Evangeliumschores“   |
| 1970 | - In der stillen Andachtszeit - Wie sehr hat Gott die Welt geliebt (Ernst August Eicker; Wetzlarer Studiochor*) | - Ist dir die Last deiner Sünde zu schwer? - Mein Heiland ruft mir zu (Ernst August Eicker (mit Elsa Eicker & Margret Birkenfeld))                                  | Elsa & Ernst August Eicker Wetzlarer Studiochor* unter der Leitung von Margret Birkenfeld                          | Gerth Medien Single 75.990                         | * Bezeichnung bei Erstveröffentlichung: „Mitglieder des Wetzlarer Evangeliumschores“   |
| 1966 | Wir sind junge Menschen                                                                                         | Wir sind junge Menschen | Wir-singen-für-Jesus-Gitarrenchor* unter der Leitung von Ernst August Eicker                                       | Gerth Medien Single 45.108                         | * Bezeichnung bei Erstveröffentlichung: „Gitarrenchor ‚Wir singen für Jesus‘“          |
| 1966 | - Wir sind junge Menschen - Einst suchte ich nach irdischer Freude                                              | - O wie köstlich ists, zu wissen - Medley: Singt Halleluja / Froh bin ich / Nie mehr / Ja, jung zu sein (Ich bin jung und ich bin frei)                             | Wir-singen-für-Jesus-Gitarrenchor* unter der Leitung von Ernst August Eicker                                       | Gerth Medien Single 45.108                         | * Bezeichnung bei Erstveröffentlichung: „Gitarrenchor ‚Wir singen für Jesus‘“          |
| 196? | Menschen, die zu Jesus fanden                                                                                   | Menschen, die zu Jesus fanden | Wir-singen-für-Jesus-Gitarrenchor* unter der Leitung von Ernst August Eicker                                       | Gerth Medien Single 75.121                         | * Bezeichnung bei Erstveröffentlichung: „Gitarrenchor ‚Wir singen für Jesus‘“          |
| 196? | - Menschen, die zu Jesus fanden - Hast du dich früh dem Herrn geweiht                                           | - Singe mir es noch einmal vor - Wenn nach Todesnacht | Wir-singen-für-Jesus-Gitarrenchor* unter der Leitung von Ernst August Eicker                                       | Gerth Medien Single 75.121                         | * Bezeichnung bei Erstveröffentlichung: „Gitarrenchor ‚Wir singen für Jesus‘“          |
| 1975 | In den Sternen Gottes Werk ich seh                                                                              | In den Sternen Gottes Werk ich seh | Wir-singen-für-Jesus-Chor* unter der Leitung von Ernst August Eicker                                               | Wir singen für Jesus Privat Pressing Single 65.410 | * Bezeichnung bei Erstveröffentlichung: „Jugendchor ‚Wir singen für Jesus‘“            |
| 1975 | - In den Sternen (In den Sternen Gottes Werk ich seh) - Zerrissen die Welt [aus LP-Nr. 20274]                   | - Wir werden mit ihm leben (Auferstanden aus des Grabes Nacht) - Seine Güte und Gnade (Ohne Weg, ohne Licht, ohne Hilfe) [aus LP-Nr. 20274] - Ja, das ist wunderbar | Wir-singen-für-Jesus-Chor* unter der Leitung von Ernst August Eicker                                               | Wir singen für Jesus Privat Pressing Single 65.410 | * Bezeichnung bei Erstveröffentlichung: „Jugendchor ‚Wir singen für Jesus‘“            |
| 1969 | - Quält dich deine Sünde - Seele, dein Heiland ist frei von den Banden                                          | - Preist ihn, preist ihn1 - Ich weiß nicht, wann Christus, mein König, erscheint1                                                                                   | Wir-singen-für-Jesus-Chor* unter der Leitung von Ernst August Eicker 1 Ernst August Eicker Streichergruppe Gerlach | Gerth Medien Single                                | * Bezeichnung bei Erstveröffentlichung: „Jugendchor ‚Wir singen für Jesus‘“            |
| 1975 | - Hast du keinen Raum für Jesus                                                                                 | - Ein Tagwerk für den Heiland | Elsa & Ernst August Eicker Wetzlarer Studiochor unter der Leitung von Margret Birkenfeld                           | Gerth Medien Single-Nr. ?                          | Veröffentlichung der beiden Musiktitel in Form der hier dargestellten Single fraglich. |

#### CD-Singles
| Jahr | Titel                                                                                       | Mitwirkende                                            | Label                      | Anmerkungen                       |
| ---- | ------------------------------------------------------------------------------------------- | ------------------------------------------------------ | -------------------------- | --------------------------------- |
| 2006 | Hold On To Me                                                                               | Voices For Christ unter der Leitung von Ruthild Eicker | Wir singen für Jesus Nr. ? | Single erschienen als Enhanced CD |
| 2006 | [1] Hold On To Me • [2] There For Me • [3] Keep The Candle Burning • [4] Where Is Your Love | Voices For Christ unter der Leitung von Ruthild Eicker | Wir singen für Jesus Nr. ? | Single erschienen als Enhanced CD |

### Alben
| Jahr | Titel | Mitwirkende | Label                                      | Anmerkungen |
| ---- | --- | --- | ------------------------------------------ | --- |
| 1974 | Wunder der Gnade Jesu | Wir-singen-für-Jesus-Chor* unter der Leitung von Ernst August Eicker 1 Cornelia Eicker 2 Ruthild Eicker 3 Ernst August Eicker Elsa & Ernst August Eicker Die Eickers Frauenterzett aus Wir-singen-für-Jesus-Chor: • Elsa Eicker • Irmel Busch • Hanna Ottofülling                                              | Wir singen für Jesus LP 20274 MC 20274     | * Bezeichnung bei Erstveröffentlichung variiert zwischen „Chor: ‚Wir singen für Jesus‘“ sowie teilweise „Jugendchor ‚Wir singen für Jesus‘“; Alternative LP-Nr.: F 65.138; Rechte heute bei Gerth Medien (LC-13743)                 |
| 1974 | [1] Herrlich ist das Leben1; 2 • [2] Wenn du Jesus kennst (Die Eickers) • [3] Eines Tages werden wir ihn sehn (Wenn wir Not und Elend sehn) • [4] Zerrissen die Welt • [5] Sage alles nur ihm (Jesus lässt mich nie allein) (Elsa & Ernst August Eicker) • [6] Seine Güte und Gnade (Ohne Weg, ohne Licht, ohne Hilfe) • [7] Wenn ich einmal in dem Himmel (Cornelia Eicker; Ruthild Eicker) • [8] Glücklichsein (Glücklichsein heißt) (Die Eickers) • [9] Ob die Sonne morgen scheinet (Cornelia Eicker; Ruthild Eicker) • [10] In dir ist Freude • [11] Wunder der Gnade Jesu3 • [12] Wo keine Wolke mehr sich türmt (Frauenterzett aus Wir-singen-für-Jesus-Chor) • [13] Sag mir, Wächter (Ernst August Eicker; Frauenchor aus Wir-singen-für-Jesus-Chor) • [14] Wird der Herr uns wachend finden (Wenn Jesus kommt und die Seinen lohnet) (Die Eickers) • [15] Herr, Gott, dich loben wir (Ambrosianischer Lobgesang) | Wir-singen-für-Jesus-Chor* unter der Leitung von Ernst August Eicker 1 Cornelia Eicker 2 Ruthild Eicker 3 Ernst August Eicker Elsa & Ernst August Eicker Die Eickers Frauenterzett aus Wir-singen-für-Jesus-Chor: • Elsa Eicker • Irmel Busch • Hanna Ottofülling                                              | Wir singen für Jesus LP 20274 MC 20274     | * Bezeichnung bei Erstveröffentlichung variiert zwischen „Chor: ‚Wir singen für Jesus‘“ sowie teilweise „Jugendchor ‚Wir singen für Jesus‘“; Alternative LP-Nr.: F 65.138; Rechte heute bei Gerth Medien (LC-13743)                 |
| 1976 | 10 Jahre Wir-singen-für-Jesus-Chor* | Wir-singen-für-Jesus-Chor** unter der Leitung von Ernst August Eicker 1 Cornelia Eicker 2 Ruthild Eicker 3 Ernst August Eicker 4 Die Eickers 5 Wir-singen-für-Jesus-Kinderchor unter der Leitung von Elsa Eicker Frauenterzett aus Wir-singen-für-Jesus-Chor: • Renate Wader • Irmel Busch • Hanna Ottofülling | Wir singen für Jesus MC 70276 LP 20276 (?) | * Originaltitel bei Erstveröffentlichung: „Zehn Jahre Chor ‚Wir singen für Jesus‘“; ** Bezeichnung bei Erstveröffentlichung: „Chor ‚Wir singen für Jesus‘“; Alternative LP-Nr.: F 665.655; Rechte heute bei Gerth Medien (LC-13743) |
| 1976 | [1] Beter sind Wundervollbringer • [2] Du hast aus Sünden1; 2 • [3] Glaube Gott • [4] Das alt raue Kreuz (Dort auf Golgatha stand)4 • [5] Herrliche Stunden (Cornelia Eicker; Ruthild Eicker) • [6] Mach mich allezeit ganz bereit (Mach mich allezeit ganz für dich bereit) (Wir-singen-für-Jesus-Kinderchor) • [7] Lobt und preist den Herrn (O Herr, ich danke dir)5 • [8] Ich will dich, mein Gott, erhöhen • [9] Gib Gottes Liebe Raum (Gib doch Gottes Liebe Raum) (Wir-singen-für-Jesus-Kinderchor) • [10] Der Heiland sorgt für dich (Frauenterzett aus Wir-singen-für-Jesus-Chor) • [11] Weißt du um Menschen3 • [12] Im Staub an der Straße (Frauenchor aus Wir-singen-für-Jesus-Chor) • [13] An Jesu Hand (Die Eickers) • [14] Der neue Himmel (Ich sah einen neuen Himmel)4 | Wir-singen-für-Jesus-Chor** unter der Leitung von Ernst August Eicker 1 Cornelia Eicker 2 Ruthild Eicker 3 Ernst August Eicker 4 Die Eickers 5 Wir-singen-für-Jesus-Kinderchor unter der Leitung von Elsa Eicker Frauenterzett aus Wir-singen-für-Jesus-Chor: • Renate Wader • Irmel Busch • Hanna Ottofülling | Wir singen für Jesus MC 70276 LP 20276 (?) | * Originaltitel bei Erstveröffentlichung: „Zehn Jahre Chor ‚Wir singen für Jesus‘“; ** Bezeichnung bei Erstveröffentlichung: „Chor ‚Wir singen für Jesus‘“; Alternative LP-Nr.: F 665.655; Rechte heute bei Gerth Medien (LC-13743) |
| 1978 | Wir gehen durch die Zeit | Wir-singen-für-Jesus-Chor* unter der Leitung von Ernst August Eicker | Gerth Medien LP 33.781                     | * Bezeichnung bei Erstveröffentlichung: „Chor ‚Wir singen für Jesus‘“ |
| 1979 | Es ist ein guter Weg | Cornelia Eicker* Ruthild Eicker* | Gerth Medien LP 33.792                     | * Bezeichnung bei Erstveröffentlichung: „Die Eickers“ |
| 1980 | Er gab mir Freude | Wir-singen-für-Jesus-Chor* unter der Leitung von Ernst August Eicker | Gerth Medien LP 33.797                     | * Bezeichnung bei Erstveröffentlichung: „Chor ‚Wir singen für Jesus‘“ |
| 1981 | 10 Jahre Wir-singen-für-Jesus-Kinderchor* Jubiläumsplatte | Wir-singen-für-Jesus-Kinderchor** unter der Leitung von Elsa Eicker | Gerth Medien LP 33.640                     | * Originaltitel bei Ersterscheinung: „10 Jahre Kinderchor ‚Wir singen für Jesus‘ – Jubiläumsplatte“; ** Bezeichnung bei Erstveröffentlichung: „Kinderchor ‚Wir singen für Jesus‘“                                                   |
| 1982 | Wir wollen weitersagen | Wir-singen-für-Jesus-Chor* unter der Leitung von Ernst August Eicker | Gerth Medien LP 33.913                     | * Bezeichnung bei Erstveröffentlichung: „Chor ‚Wir singen für Jesus‘“ |
| 1984 | Lasst uns gemeinsam ihn loben | Wir-singen-für-Jesus-Chor unter der Leitung von Ernst August Eicker | Gerth Medien LP 33.930                     | |
| 1986 | Preis den Herrn, alle Welt 20 Jahre „Wir singen für Jesus“* | Wir-singen-für-Jesus-Chor unter der Leitung von Ernst August Eicker | Gerth Medien LP 33.945                     | Doppelalbum mit Kompilationsteil aus Zweitverwertungstiteln vorangegangener Veröffentlichungen auf dem zweiten Tonträger; * Untertitel bei Erstveröffentlichung: „Wir singen für Jesus Chor – 1966–1986“                            |
| 1988 | Preist seine Herrlichkeit | Wir-singen-für-Jesus-Chor unter der Leitung von Ernst August Eicker | Gerth Medien LP 33.964                     | |
| 1991 | Wir singen für Jesus 25 Jahre „Wir singen für Jesus“* | Wir-singen-für-Jesus-Chorunter der Leitung von Ernst August Eicker Kids For Christ** unter der Leitung von Ruthild Eicker | Gerth Medien CD 38.987                     | * Untertitel bei Ersterscheinung: „25 Jahre Wir singen für Jesus Chor – 20 Jahre Kinderchor“; ** Bezeichnung bei Erstveröffentlichung: „Kinderchor ‚Wir singen für Jesus‘“                                                          |
| 1993 | Gebt unserm Gott die Ehre | Wir-singen-für-Jesus-Chor unter der Leitung von Ernst August Eicker | Gerth Medien CD 39.021                     | |
| 1996 | Gott ist der Grund unserer Freude 30 Jahre Wir-singen-für-Jesus-Chor | Wir-singen-für-Jesus-Chor unter der Leitung von Ernst August Eicker | Gerth Medien CD 939.075                    | |
| 2000 | Jesus, du bist Herr | Wir-singen-für-Jesus-Chor unter der Leitung von Ernst August Eicker | Gerth Medien CD 939.193                    | |
| 2002 | Fest der Weihnachtslieder | Wir-singen-für-Jesus-Chor unter der Leitung von Ernst August Eicker Voices For Christ* unter der Leitung von Ruthild Eicker Kids For Christ** unter der Leitung von Ruthild Eicker Familie Eicker | Gerth Medien CD 939.242                    | * Bezeichnung bei Erstveröffentlichung: „Voices“; ** Bezeichnung bei Erstveröffentlichung: „Kinder- und Jugendchor ‚Wir singen für Jesus‘“                                                                                          |

#### Kindermusicals
| Jahr | Titel | Mitwirkende                                                                | Label                       | Anmerkungen |
| ---- | --- | -------------------------------------------------------------------------- | --------------------------- | --- |
| 1997 | Das lebendige Buch Ein Kindermusical von Ruthild Eicker mit Kids For Christ und Voices For Christ* | Kids For Christ** Voices For Christ** unter der Leitung von Ruthild Eicker | Gerth Medien CD 939.724     | * Untertitel bei Erstveröffentlichung: „Ein Musical mit dem Kinder- und Jugendchor ‚Wir singen für Jesus‘“; ** Bezeichnung bei Erstveröffentlichung: „Kinder- und Jugendchor ‚Wir singen für Jesus‘“ |
| 2001 | Weihnachtszeit online Ein Kindermusical von Ruthild Eicker mit Kids For Christ und Voices For Christ* | Kids For Christ Voices for Christ unter der Leitung von Ruthild Eicker     | Gerth Medien CD 939.754     | * Untertitel bei Erstveröffentlichung: „Ein Kindermusical von Ruthild Eicker-Grothe mit dem ‚Wir singen für Jesus‘-Team“                                                                             |
| 2004 | Die gute Nachricht Ein Kindermusical von Ruthild Eicker mit Kids For Christ und Voices For Christ* | Kids For Christ Voices For Christ unter der Leitung von Ruthild Eicker     | Gerth Medien CD 939.774     | * Untertitel bei Erstveröffentlichung: „Ein Musical mit dem ‚Wir singen für Jesus‘-Team und ‚Voices‘“                                                                                                |
| 2011 | Rock am Riff Wie Jona in den Bauch des Fisches kam Ein Kinderminimusical von Ruthild Eicker mit den FCSL-Kids und Voices For Christ*                                                                                      | FSCL-Kids Voices For Christ unter der Leitung von Ruthild Eicker           | Edition Media-Pro 110501-CD | * Untertitel bei Erstveröffentlichung: „Kinder-Mini-Musical“ |
| 2014 | Die Löwen sind los! Der Löwe, der Daniel nicht fressen wollte Ein Kinderminimusical von Ruthild Eicker mit den FSCL-Kids und Voices For Christ*                                                                           | FSCL-Kids Voices For Christ unter der Leitung von Ruthild Eicker           | Edition Media-Pro 140601-CD | * Untertitel bei Erstveröffentlichung: „Ein Kinder-Mini-Musical von Ruthild Eicker“ |
| 2014 | [1] Szene 1 • [2] Dschungel-Rock • [3] Szene 2 • [4] Die Löwen sind los • [6] Vertrau auf Gott, Daniel • [7] Szene 4 • [8] Szene 5 • [9] Gott ist wunderbar • [10] Szene 6 • [11] Szene 7 • [12] Dschungel-Rock (Reprise) | FSCL-Kids Voices For Christ unter der Leitung von Ruthild Eicker           | Edition Media-Pro 140601-CD | * Untertitel bei Erstveröffentlichung: „Ein Kinder-Mini-Musical von Ruthild Eicker“ |

#### Konzeptalben
| Jahr | Titel | Mitwirkende                                                                                  | Label                  | Anmerkungen |
| ---- | --- | -------------------------------------------------------------------------------------------- | ---------------------- | --- |
| 1969 | Mit Jesus durchs Leben Lesungen und Kurzansprachen von Robert Bührer mit Musik vom Wir-singen-für-Jesus-Chor* | Robert Bührer (Sprecher) Wir-singen-für-Jesus-Chor unter der Leitung von Ernst August Eicker | Gerth Medien LP 33.733 | * Untertitel bei Erstveröffentlichung: „Lesungen und Kurzansprachen: Robert Bührer“; Album beinhaltet neben Erstveröffentlichungen Musiktitel in Zweitverwertung aus vorangegangenen Veröffentlichungen |

#### Kompilationsalben
Die folgende Auflistung beschränkt sich ausschließlich auf Kompilationsalben mit Wir singen für Jesus, bzw. seinen einzelnen Künstlern und Formationen, als ausdrücklichem Subjekt der Zusammenstellung.
| Jahr | Titel | Mitwirkende | Label                   | Anmerkungen |
| ---- | --- | --- | ----------------------- | --- |
| 1994 | Wunschlieder | Wir-singen-für-Jesus-Chor unter der Leitung von Ernst August Eicker | Gerth Medien CD 39.037  | Kompilationsalbum aus Zweitverwertungstitel vorangegangener Veröffentlichungen der Jahre 1978 bis 1991 |
| 1999 | Die schönsten Lieder vom Wir-singen-für-Jesus-Chor Wunschlieder • Volume 2                                                                       | Wir-singen-für-Jesus-Chor unter der Leitung von Ernst August Eicker | Gerth Medien CD 939.146 | Kompilationsalbum aus Zweitverwertungstitel vorangegangener Veröffentlichungen der Jahre 1965 bis 1993 |
| 2001 | Mit Jesus leben, das ist Freude Die schönsten Lieder vom Wir-singen-für-Jesus-Kinderchor und Kids For Christ*                                    | Wir-singen-für-Jesus-Kinderchor unter der Leitung von Elsa Eicker Kids For Christ unter der Leitung von Ruthild Eicker                                                                                         | Gerth Medien CD 939.756 | * Untertitel bei Erstveröffentlichung: „Die schönsten Lieder vom Kinder- und Jugendchor ‚Wir singen für Jesus‘“; Kompilationsalbum aus Zweitverwertungstitel vorangegangener Veröffentlichungen der Jahre 1979 bis 1997 |
| 2001 | Singt Halleluja Wunschlieder • Volume 3 | Wir-singen-für-Jesus-Chor unter der Leitung von Ernst August Eicker | Gerth Medien CD 939.210 | Kompilationsalbum aus Zweitverwertungstitel vorangegangener Veröffentlichungen der Jahre 1963 bis 1988 |
| 2006 | Schau ich zurück 40 Jahre „Wir singen für Jesus“                                                                                                 | Wir-singen-für-Jesus-Chor unter der Leitung von Ernst August Eicker Wir-singen-für-Jesus-Kinderchor* unter der Leitung von Elsa Eicker Voices For Christ** unter der Leitung von Ruthild Eicker Die Eickers*** | Gerth Medien CD 939.318 | Medienkombination aus Musik-CD und DVD; Kompilationsalbum aus Zweitverwertungstitel vorangegangener Veröffentlichungen der Jahre 1963 bis 2000; Auf der DVD ebenfalls teilweise Videomitschnitte in Zweitverwertung neben Musikvideos, einem Interview mit Ruthild und Ernst August Eicker bei Jürgen Werth sowie einer Foto-Slideshow in Erstveröffentlichung; * Bezeichnung bei Erstveröffentlichung: „Kinder- und Jugendchor“; ** Bezeichnung bei Erstveröffentlichung: „Wir singen für Jesus Team“; *** Bezeichnung bei Erstveröffentlichung: „Familie Eicker“ |
| 2010 | Unvergessen 8 – Elsa & Ernst August Eicker Elsa & Ernst August Eicker und Wir-singen-für-Jesus-Chöre* Originalaufnahmen aus den Jahren 1964–1970 | Elsa & Ernst August Eicker Wir-singen-für-Jesus-Chor unter der Leitung von Ernst August Eicker Wir-singen-für-Jesus-Gitarrenchor unter der Leitung von Ernst August Eicker                                     | Gerth Medien CD 939.419 | * Untertitel bei Erstveröffentlichung: „Elsa & Ernst August Eicker mit Chor“; Kompilationsalbum aus Zweitverwertungstitel vorangegangener Veröffentlichungen der Jahre 1964 bis 1970 |

### Sonderveröffentlichungen
| Jahr | Titel | Mitwirkende                                                                                | Verlag                             | Anmerkungen |
| ---- | --- | ------------------------------------------------------------------------------------------ | ---------------------------------- | --- |
| 1995 | Ein Tag der Freude | Bärbel Wilde (Autorin) Wir-singen-für-Jesus-Chor unter der Leitung von Ernst August Eicker | Johannis-Verlag ISBN 3-501-05031-3 | Medienkombination aus Kleinformatbildband mit Texten von Bärbel Wilde und Musik-CD mit vier Musiktiteln in Zweitverwertung aus vorangegangenen Veröffentlichungen des Wir-singen-für-Jesus-Chores |
| 1995 | [1] Lobe den Herren, den mächtigen König der Ehren [aus Gerth Medien – LP-Nr. 33.964] • Das neue Halleluja [aus Gerth Medien – CD-Nr. 39.021] • [3] In dir ist Freude [aus Gerth Medien – CD-Nr. 38.987] • [4] Friede mit euch [aus Gerth Medien – LP-Nr. 33.913] | Bärbel Wilde (Autorin) Wir-singen-für-Jesus-Chor unter der Leitung von Ernst August Eicker | Johannis-Verlag ISBN 3-501-05031-3 | Medienkombination aus Kleinformatbildband mit Texten von Bärbel Wilde und Musik-CD mit vier Musiktiteln in Zweitverwertung aus vorangegangenen Veröffentlichungen des Wir-singen-für-Jesus-Chores |

## Filmografie
| Jahr | Titel | Verlag                            | Anmerkungen |
| ---- | --- | --------------------------------- | --- |
| 1995 | Unterwegs nach Ninive Ein Musical für Kinder und Erwachsene von Ruthild Eicker mit Kids For Christ und Voices For Christ* | Wir singen für Jesus VHS          | Bühnenshowinszenierung mit Kids For Christ und Voices for Christ unter der Leitung von Ruthild Eicker; * Untertitel bei Erstveröffentlichung: „Ein Musical für Kinder und Erwachsene mit Liedern und Szenen von Lebrecht Heidenreich, Johannes Nitsch und Ruthild Eicker“; ** Bezeichnung bei Erstveröffentlichung: „Wir singen für Jesus Kinder- und Jugendchor“ |
| 1997 | Das lebendige Buch Ein Kindermusical von Ruthild Eicker mit Kids For Christ und Voices For Christ*                        | ERF-Verlag VHS 21058              | Studioinszenierungsmitschnitt der Bühnenshow mit Kids For Christ und Voices for Christ unter der Leitung von Ruthild Eicker; * Untertitel bei Erstveröffentlichung: „Ein Musical mit dem Kinder- und Jugendchor ‚Wir singen für Jesus‘“; ** Bezeichnung bei Erstveröffentlichung: „Kinder- und Jugendchor ‚Wir singen für Jesus‘“                                 |
| 2004 | Weihnachtszeit online Ein Kindermusical von Ruthild Eicker mit Kids For Christ und Voices For Christ*                     | Gerth Medien DVD 045023 Media-Pro | Verfilmung mit Kids For Christ und Voices For Christ unter der Leitung von Ruthild Eicker; * Untertitel bei Erstveröffentlichung: „Ein Kindermusical von Ruthild Eicker-Grothe mit dem ‚Wir singen für Jesus‘-Team“ |
| 2005 | Die gute Nachricht Ein Kindermusical von Ruthild Eicker mit Kids For Christ und Voices For Christ*                        | Gerth Medien DVD 045025           | Studioinszenierungsmitschnitt der Bühnenshow mit Kids For Christ und Voices For Christ unter der Leitung von Ruthild Eicker; * Untertitel bei Erstveröffentlichung: „Ein Musical mit dem ‚Wir singen für Jesus‘-Team und ‚Voices‘“ |